# Comté de Sancerre
Le comté de Sancerre est composé de l'ancienne seigneurie de Sancerre et de terres environnantes qui s'y sont ajoutées, correspondant à une superficie plus grande que l'actuel canton de Sancerre.

## La seigneurie de Sancerre (avant 1152)
Dans le premier tiers du XIe siècle, vers 1030, la seigneurie de Sancerre (aussi nommé Château-Gordon) se trouva en déshérence à la mort du seigneur Gimon de Château-Gordon (sa fille héritière Mathilde/Mahaut n'eut pas d'enfant de son union avec Robert de Nevers, dernier fils de Landri comte de Nevers, † vers 1032 ; elle se fit nonne et restaura l'abbaye de St-Satur vers 1034), et passa dans la possession d'Eudes II de Champagne (le père et le grand-père d'Eudes II, i.e. respectivement Eudes Ier et Thibaut le Tricheur, avaient peut-être déjà tenté de s'immiscer dans la seigneurie et de la contrôler ; en tout cas, Eudes II ne l'eut pas par un échange global avec son frère ou cousin supposé Roger, évêque de Beauvais, contre le comté de Beauvais, dont Eudes était effectivement titulaire 10). Ses descendants, comtes de Blois et de Champagne, furent aussi seigneurs de Sancerre. À la fin du XIe siècle, la seigneurie de Sancerre est l'un des grands fiefs du Berry, un important fleuron de la couronne des comtes de Champagne.
Lorsque Eudes Herpin vendit la vicomté de Bourges au roi Philippe I, celui-ci en fit rendre hommage en son nom au comte de Sancerre, pour la portion des terres qui en relevaient.

## Le comté de Sancerre (1152-1791)

### Maison de Sancerre (1152-1419)
À la mort du comte Thibaut IV, comte de Champagne, la seigneurie de Sancerre est donnée à son troisième fils Étienne Ier; ce dernier restant le vassal de son frère aîné Henri II de Champagne. Étienne crée alors, sur les bases de sa nouvelle seigneurie, le comté de Sancerre. Thibaut IV, comte de Champagne, vendit au prix de 40 000 écus les hommages des comtés de Blois, de Chartres et de Sancerre au roi Saint Louis en 1226 ou 1234. Le Sancerrois fit désormais partie du domaine royal.
Étienne Ier de Sancerre fortifie la cité de Sancerre, construit le château fort, bat monnaie, développe la culture de la vigne. Sancerre devient l'une des places fortes du royaume de France avec laquelle il faut dorénavant compter.

### Maison delphinale d'Auvergne-Clermont (1419-1436) et Maison de Bueil (1451-1628)
En 1419, le comté passa à la Maison d'Auvergne, Béraud III, dauphin d'Auvergne, fils de Béraud II, héritant du comté à la mort de sa mère Marguerite qui fut la dernière comtesse de la Maison de Sancerre. À la mort de Béraud III (en 1426) et de sa fille Jeanne (1436), Sancerre passe au mari de Jeanne, Louis Ier de Bourbon-Montpensier, † ~1486. Mais l'héritage est revendiqué par la Maison de Bueil qui, après un procès de 15 ans, l'obtint par arrêt du Parlement de Paris. Jean V de Bueil, fils de Jean IV de Bueil et de Marguerite d'Auvergne (sœur de Béraud III, dernière fille de la comtesse Marguerite de Sancerre et Béraud II), amiral de France, surnommé "le fléau des Anglais", devient alors Jean IV de Sancerre en 1451. À partir de 1534, le religion réformée est prêchée à Sancerre et les Sancerrois se convertissent en masse au protestantisme; les guerres de religion commencent :le siège de Sancerre a lieu en 1573. Le comté est vendu à la Maison de Condé en 1640. 

### Maison de Condé (1628-1777)
Henri II de Bourbon, prince de Condé, premier Pair de France, devient comte de Sancerre. Son fils Louis, dit le Grand Condé, lui succède en 1646. Le nombre des protestants diminue, nombre d'entre eux se convertissant au catholicisme, d'autres préférant l'émigration. Le comté de Sancerre reste aux mains de la famille de Bourbon-Condé jusqu'en 1777.

### Maison d'Espagnac (1777-1786)
Charles-Antoine-Léonard de Sahuguet, baron d'Espagnac, acquit le comté de la princesse de Conti pour 1,4 million de livres, et représenta la noblesse à l'Assemblée provinciale du Berry le 12 juillet 1778. Le comte d'Espagnac, compromis dans un scandale financier, vend le comté au roi de France Louis XVI.

### Le roi Louis XVI à la tête du comté de Sancerre
Le comté passa donc dans le domaine royal de 1785 à 1791. En effet, par contrat d'échange passé le 30 mars 1785, le baron d'Espagnac reçut de Louis XVI le marquisat d'Hatton-le-Châtel et d'autres domaines situés dans le Blésois et en Lorraine ainsi qu'une soulte de 500 000 livres en échange du comté de Sancerre. Or, cet échange fut contesté et donna lieu à un rapport publié le 23 juillet 1791 par François-Firmin Fricot sous le titre Rapport du comité des domaines sur l'échange de Sancerre. L’Assemblée nationale décréta la révocation du contrat, concluant que l’échange, « monstrueux », est un véritable « délit national ».

## L'ex-comté de Sancerre depuis 1791
Le 14 floréal An III, l'ex-comté est vendu à Antoine Roy, par devant Me Charpentier (notaire à Paris). À la mort du comte Roy, en 1847, la terre de Sancerre passe dans le patrimoine de sa fille et de son gendre, le marquis Auguste de Talhouët. La terre de Sancerre devient par la suite la propriété de leur fille, Françoise, et de son mari, Armand de Crussol, duc d'Uzès.
La République française en fera un district du département du Cher et une sous-préfecture jusqu'en 1926.

## Baronnies ayant été vassales du comté de Sancerre
- Baronnie, terre et justice de Saint-Brisson-sur-Loire, première baronnie de la province de Berry, mouvante du comté de Sancerre.
- Baronnie de Vailly-sur-Sauldre (du XIVe siècle et pratiquement jusqu'en 1777[6]).
- Seigneurie de Barlieu (1152-env.1400, puis rachetée par Jean V de Bueil en 1458)[7].

## Autres seigneuries liées au comté de Sancerre
Les seigneuries suivantes dépendaient de la justice foncière et du domaine de Sancerre.
- Seigneurie de Boisgibault (achetée en 1383 par Jean III de Sancerre)[8].
- Seigneurie de Buranlure.
- Châtellenie de Cernoy-en-Berry[9].
- Donjon de Jouy, en héritage des Charenton-Montfaucon.
- Seigneurie de Charenton-du-Cher à partir de 1265.
- Seigneurie de Charpignon et terres de Thou ([10],[11])
- Seigneurie de Charpigny (?)
- Seigneurie de Châtillon-sur-Loing.
- Seigneuries et terres de Chessou, Broue et Montéli (cédée à Jean, duc de Berry puis à Renaud de Pons, seigneur de Marennes, le 19 juin 1392).
- Seigneurie de Faye-la-Vineuse.
- Seigneurie de Gardefort (en 1780, la seigneurie, divisée, est acquise par le comte de Sancerre[12]).
- Seigneurie de Jalognes.
- Seigneurie de La Ferté-Loupière jusqu'en 1265.
- Seigneurie de La Loupe.
- Seigneurie de Marcheville.
- Seigneurie de Marmande.
- Seigneurie de Meillant.
- Seigneurie de Menetou-Salon.
- Fief de Mont-Beaufray (Beaufroid à Bannay), mouvant du comté de Sancerre[13].
- Seigneurie de Montfaucon.
- Seigneurie de Pesselières.
- Seigneurie de Le Pondy.
- Seigneurie de Sagonne, en héritage des Charenton-Montfaucon.
- Seigneurie de Sancergues

## Autres seigneuries ayant été vassales du comté de Sancerre
- Seigneurie d'Argent-sur-Sauldre (appartenant à Guillaume de Seuly et relevant du comté de Sancerre du XIIIe siècle à 1401[14]).

### Paroisses et villages dépendant du comté de Sancerre
- Assigny (du XIVe au XVIe siècle).
- Bannay (Banneyum, affranchie en 1298 par Étienne, comte de Sancerre, et annexée au comté en 1467)
- Ménétréol-sous-Sancerre (attesté au XIIIe siècle).
- Saint-Bouize (attesté en 1136).
- Terres de Thou (1387, dépendantes de la seigneurie de Charpignon).
- Hameau de l’Etang le Comte (Beaulieu-sur-Loire).
- Poisson et des Rossignols (Menetou-Râtel)[15].

### Officiers du comté de Sancerre
- Jean de Quevossart, bailli du comte de Sancerre, en 1356.
- André Clément, bailli du comté de Sancerre en 1573, propriétaire d'une maison au 4 Place de Panneterie; rue Saint-Père à Sancerre.
- Pierre Flagy, licencié es lois, bailli des villes et comté de Sancerre, 13 janvier 1583[16].
- Josias Bongrand, né avant 1629 et mort avant le 16 juin 1687, Sergent royal à Sancerre.
- Claude Joseph Bossuat, notaire au Comté de Sancerre, né le 29 juillet 1714 à Bulcy et décédé le 28 février 1772 à Tracy.
- Abel Dargent, né avant 1602, Greffier au grenier à sel de Sancerre [17].
- Louis Hodeau I, procureur du roi au grenier à sel de Sancerre jusqu'en 1701.
- Louis Hodeau II, sieur de Joigny, né à Sancerre le 10 avril 1672 et mort le 25 décembre 1733 à Sancerre, procureur du roi au grenier à sel de Sancerre à partir de 1701.
- Jean Dargent, né avant 1695, Sieur de la Gurgande, Procureur du Roy, Grenetier au grenier à sel.
- Pierre Dargent, né le 28 mai 1670 et mort après 1718, Me chirurgien, Huissier et sergent royal.
- Pierre Edmé Dargent, né le 21 avril 1707 et décédé le 26 novembre 1762 à Sancerre, Huissier & greffier royal à Sancerre.
- Philippot Robert, conseiller du Roi, au grenier à sel de Sancerre.
- Grené Josias, avocat à Sancerre.
- Simon Courtillat, conseiller du Roi, président du Grenier à sel à Sancerre, 1714.
- David Perrinet, lieutenant général et bailli du comté de Sancerre. Il s'établit à Sancerre en 1616, lorsque la seigneurie de Saint-Amand eut passé, avec d'autres du Berry, de la maison de Gonzague à la maison de Bourbon. Il possédait la terre de Beauregard. Avocat au Parlement, il signa, en 1621, en qualité d'échevin, la capitulation de Sancerre au prince de Condé, gouverneur du Berry, lors du second siège de Sancerre, celui-ci le nomma en 1627 lieutenant général et bailli de Sancerre, fonctions qu'il exerça jusqu'en 1632. Il est l'auteur d'un ouvrage intitulé Ravissement de l'âme, dont Poupard vante le fond et la forme. Il mourut en 1640, laissant une postérité nombreuse. Certains de ses descendants se distinguent entre eux par des noms de terres qui ne permettent pas pour tous de suivre exactement la filiation, ou de déterminer le degré de parenté; on voit des Perrinet de Vallières (domaine de Sury-ès-Bois), de la Tour de Vièvre ou Vèvre (domaine de Neuvy-deux-Clochers), de Lassay (fief de Vinon), d'Orual, de la Tête-Noire (?), d'Essauges et de la Serrée (ou la Sarrée, d'Herry?), le Pézeau, Reigny, etc ..., famille du Bourbonnais[18].

- Jean Armenault, avocat à Sancerre.
- De Bar, maître des Eaux et Forêts du Sancerrois[19].
- Philippe Liénard, maître des Eaux-et-Forêts du comté de Sancerre en 1696[20].
- Cahu Michel, greffier au grenier à sel de Sancerre, fils de Jacques Cahu. Partie de dime en la par. de Saint-Loup : Issoudun, 1709. (r. 448, p. 203.)[21]
- Thibault Nizon, bailli du comté de Sancerre et subdélégué de Mr l'Intendant de la Généralité de Bourges au département de Sancerre, en 1727[22].
- Étienne Renouard, seigneur de Bussièrre, est maître des eaux et forêts du comté de Sancerre en 1743[23].
- Jean-Charles Perrinet d’Orval est receveur du grenier à sel de Sancerre en 1743.
- François-Marie Desbans, bailli au comté de Sancerre, fut honoré de la confiance particulière de la princesse de Conti.

### Monnayage
L'origine monnayage sancerrois dérive du droit qu'avaient les comtes de Blois et de Champagne. Les premières monnaies du Comté de Sancerre ont été produites sous Étienne Ier de Sancerre qui fut le seul comte de Sancerre à signer ses monnaies. Étienne frappa monnaie sous son propre nom : Stephanus Come. R Iulius Cesar. Le comte adopta pour type une tête couronnée qui était celle de Jules César, que Sancerre reconnaissait comme son fondateur. Derrière la pièce, on voyait une étoile en souvenir de la comète qui apparut à la mort du dictateur. La tête, d'abord de profil, puis de face, revint encore de profil mais couronnée. Étienne de Sancerre introduisit dans son comté l'imitation des types esterlins à la croix cantonnée de besants.
Les monnaies frappées entre 1190 et 1327 sont anonymes et portent Sacrum Cesaris, Dominus Cesar.